# Kalida (Ohio)
|  | Dieser Artikel wurde aufgrund von inhaltlichen Mängeln auf der Qualitätssicherungsseite des Projektes USA eingetragen. Hilf mit, die Qualität dieses Artikels auf ein akzeptables Niveau zu bringen, und beteilige dich an der Diskussion! Eine nähere Beschreibung der zu behebenden Mängel fehlt. |

Kalida ist ein Village im Putnam County, Ohio, USA. Das U.S. Census Bureau hat bei der Volkszählung 2020 eine Einwohnerzahl von 1455 ermittelt. Die Fläche beträgt 2,9 km².

## Demografie
Die 2000 gezählten 1013 Einwohnern bilden 385 Haushalte. Der Ort wurde von 284 Familien bewohnt. Die Bevölkerungsdichte lag bei 355,4 Einwohnern je Quadratkilometer. In dem Dorf stehen 397 Häuser, was einer Bebauungsdichte von 136,9 Häusern je Quadratkilometer entspricht. 99,13 % der Einwohner sind Weiße, 0,19 % Indianer. 35,13 % der Einwohner sind unter 18, 8,6 % 18–24, 30,7 % 25–44, 19,3 % 45–65, und 13,8 % über 65. Auf 100 Frauen kommen 101,4 Männer, auf 100 Mädchen unter 18 kommen 97,1 Jungen.
Das Durchschnittseinkommen liegt bei Familien bei $59.861, bei Männern bei $37.750 und bei Frauen bei $27.065.
3,3 % der Familiem und 4,4 % der Bevölkerung leben unter der Armutsgrenze, davon sind 4,1 % unter 18 und 7,2 % über 65.